# Bukram

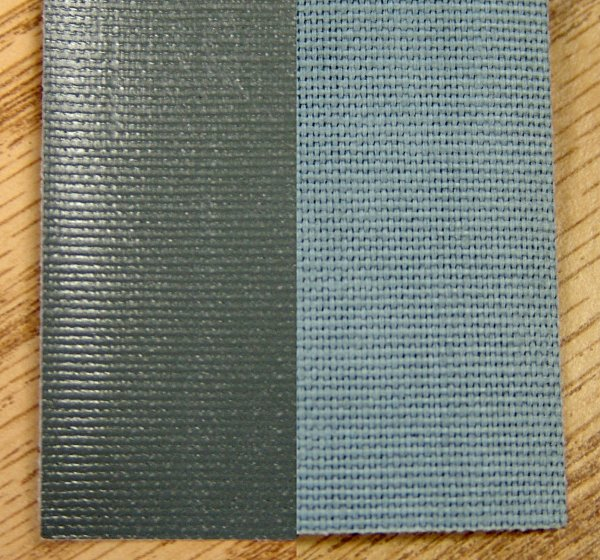
Bukram może być błyszczący lub matowy.

Bukram – płótno introligatorskie, bawełniane lub lniane, nasączone środkiem klejącym, takim jak pasta ze skrobi pszennej, klejem (takim jak klej PVA) lub piroksyliną, a następnie suszone. Po zwilżeniu lub ogrzaniu można je na nowo ukształtować, aby stworzyć wytrzymałą, twardą tkaninę na okładki książek (do opraw nakładowych, a czasem także bibliotecznych), kapelusze i elementy odzieży.
W średniowiecznej Anglii „bokeram”, jak go wówczas nazywano, był delikatnym (a nie sztywnym) płótnem bawełnianym. Etymologia tego terminu jest nieznana; popularna etymologia wywodząca nazwę od miasta Buchara jest, według Oxford English Dictionary, niepewna. Płótno to jest nadal rozpowszechnione głównie w Anglii.